# Lijst van locaties in Harry Potter
Dit is een lijst met alle fictieve plaatsen uit de Harry Potter-serie in de wereld van Harry Potter.
Dit overzicht is mogelijk incompleet; u kunt helpen door het uit te breiden.

## Scholen
- Beauxbatons, Frankrijk
- Klammfels, Scandinavië (precieze locatie onbekend)
- Zweinstein, Schotland
- Ilvermorny, Massachussets
- Castelobruxo, Brazilië
- Koldovstoretz, Rusland
- Mahoutokoro School of Magic, Japan
- Uagadou School of Magic, Oeganda

## Zweinstein
- Astronomietoren
- Geheime Kamer
- Grote Zaal
- Kamer van Hoge Nood
- Uilenvleugel
- Verboden Bos
- Hagrids hut

## Wegisweg
- Braakbals Uilenboetiek
- De Lekke Ketel
- Goudgrijp
- Klieder & Vlek
- Kreukniet & de Krimp
- Madame Mallekin, Gewaden voor Alle Gelegenheden
- Olivander
- Tovertweelings Topfopshop
- Zwik en Zwachtels Zwerkbalpaleis
- Betoverende Beestenbazaar
- Florian Fanieljes IJssalon
- Guichel & Slemp's Magische Fopshop

## Verdonkeremaansteeg
- Odius & Oorlof

## Zweinsveld
- De Drie Bezemstelen
- Krijsende Krot
- Zacharinus' Zoetwarenhuis
- Zwijnskop
- Bernsteen & Sulferblom
- Madame Kruimelaars
- Pluimplukkers Verenwinkel
- Voddeleurs Couture voor de Modebewuste Magiër
- Zonko's Fopmagazijn

## Ministerie van Toverkunst
- Departement van Magische Sport en Recreatie
- Departement van Mystificatie
- Afdeling Misbruikpreventie van Dreuzelvoorwerpen
- Kamer des Doods

## Plaatsen
- Blinde Vlek
- Boven-Botelberg
- Goderics Eind
- Greenwitch
- Havermouth
- Klein Zanikem
- Ochtendwater
- Stee-aan-de-Wee
- Vonkeveen
- Zweinsveld

## Overige locaties
- Azkaban
- Grimboudplein 12
- St. Holisto's Hospitaal voor Magische Ziektes en Zwaktes
- Station London King's Cross
- Het Nest
- Villa Malfidus
- Perron negen 3/4
- De Schelp